# Ero kompirensis
Ero kompirensis är en spindelart som beskrevs av Embrik Strand 1918. Ero kompirensis ingår i släktet Ero och familjen kaparspindlar. Inga underarter finns listade i Catalogue of Life.